# سو ساندرز
سو ساندرز (بالإنجليزية: Sue Sanders)‏ هي ناشطة حقوق إل جي بي تي بريطانية، ولدت في 1947.